# 아나 폰 클레페 공녀
클레페의 앤(독일어: Anna von Kleve, 1515년 9월 22일 - 1557년 7월 16일)은 잉글랜드의 헨리 8세의 4번째 왕비이다. 앤은 뒤셀도르프에서 클레페 공작 요한 3세의 딸로 태어났다.
1539년 12월 27일에 영국에 도착했고 1540년 1월 6일에 헨리 8세(생몰1491-47)와 결혼했다. 6개월후 7월 9일에 결혼무효(이혼)가 선언되었다. 이유는 너무 못생겼다는 것이었는데 한마디로 헨리 8세의 입장에서 내 스타일이 아니라는 것이었다. 폐위후 귀국하지 않고 영국에 머물렀고 헨리 8세로부터 넉넉한 연금과 정착지원을 받아 여유있는 생활을 했다. 그녀는 헨리 8세의 다른 왕비들보다 오래 살면서 헨리 8세의 자녀인 에드워드 6세와 메리 1세가 왕으로 즉위하는 것을 지켜볼 수 있었다. 그녀와의 결혼을 추진했던 토머스 크롬웰은 앤이 폐위된 후 정적들의 모함으로 1540년 7월 28일에 참수당했다.

## 생애

#### 성장기 (1527년 이전의 행적)
1527년 이전까지의 앤에 대한 행적이나 어린시절에 대해서는 알려진 것이 거의 없다. 앤이 로레인 공작 안토인의 아들이자 후계자인 프란치스코와 약혼을 했으나 결혼으로 이어지지는 못했다는 사실정도가 전부이다.
헨리 8세는 1534년에 종교개혁을 단행한바 있다. 이에 대해 가톨릭 대국인 프랑스와 신성로마제국의 잠재적인 공격에 대항하여 국제 외교무대에서 자신의 입지를 강화할 필요가 있었다. 그래서 서부 독일지역의 개신교 지도자인 앤의 오빠 윌리엄과 정치적 동맹을 맺기 위하여 앤과의 정략결혼을 추진하였다. 협상이 시작된것은 1539년 3월경이었다.

#### 재혼을 추진하는 잉글랜드
헨리 8세의 3번째 왕비 제인 시모어가 에드워드 6세를 낳고 죽자 (1537년 10월 24일) 잉글랜드는 왕의 재혼을 추진하였다. 헨리 8세는 악명 높은 남편감이었기에 신부를 찾는 일은 쉽지 않았다. 첫 번째 왕비는 쫓겨났고, 두 번째 왕비는 사형당했고 세 번째 왕비는 아이를 낳다 죽었기 때문이다. 헨리 8세는 한때 유럽에서 가장 풍채가 당당한 미남으로 불렸던적이 있었다. 이제는 비대한 40대 후반에 중년 남자가 되어버렸다. 하지만, 외모가 뛰어난 여성만을 신부로 맞을 것이라고 못박았다.
영국 성공회를 지지했던 토머스 크롬웰은 개신교 국가인 클레페 공국의 앤을 지지했다. 궁정화가 홀바인이 앤의 초상화를 그려 영국으로 보냈다. 초상화에 그려진 정숙하고 고요한 여인에 반한 헨리 8세는 클레페의 앤과의 결혼을 결심했다. 이 결정에는 개신교 국가와의 관계를 다져 영국 성공회의 입지를 굳히고 잉글랜드 내 로마 가톨릭의 재기를 막고자 하는 목적도 있었다.
그러나 클레페의 앤은 춤 노래, 문학, 외국어 등에 다재다능한 이상적인 르네상스 여성상과는 거리가 멀었다. 가사 교육을 집중적으로 받아 바느질 솜씨가 뛰어난 정도였다. 게다가 앤은 거의 영어를 하지 못했다.

#### 실망하는 헨리 8세
헨리 8세는 영국에 도착한 앤이 홀바인의 초상화와는 다르게 생겼다며 실망했다.
초상화를 그린 화가가 그녀의 얼굴과 몸매를 심하게 바꿔 그린 것이다.
클레페의 앤이 철저히 교육받은
첫번째 왕비 캐서린(1485-1536)이나 재기발랄하고 매력적이었던 두번째 왕비 앤 불린(1501-36)과는 달리 내세울 만한 특기도 없고 무지할 정도로 순진하다는 사실에도 불만을 표시했다. 결혼식 전 왕은 '나라를 위해서가 아니면 이런 짓은 하지 않을 것이다.'라고 탄식했다고 한다.
왕은 클레페의 앤을 겉으로는 공손히 대했지만 신하들에게는 그녀를 "플란더스 암말"이라고 부르며 뚱뚱한 추녀라고 불평했다(아이러니하게도 당대 다른 기록은 클레페의 앤을 헨리 8세의 마지막 두 왕비 캐서린 하워드나 캐서린 파보다 훨씬 미인으로 묘사하고 있다.)

#### 일방적인 이혼통보
헨리 8세는 앤 왕비의 어린 시녀 캐서린 하워드에게 연정을 느끼고 앤과 이혼을 결심한다. 결혼식을 올린지 체 6개월도 되지 않은 시점인 1540년 6월에 클레페의 앤은 헨리 8세로부터 왕궁을 떠나라는 명령을 받는다. 영국에 서서히 적응해가고 있던 앤은 갑작스러운 이혼통보에 충격을 받았다. 헨리 8세는 클레페의 앤과 육체관계를 맺은 적이 없으니 결혼은 무효라고 주장했다.(초야를 치루지 않으면 혼인을 무효화 할 수 있는 관례가 있었다)
클레페의 앤은 처음에 이혼을 받아들일 수 없다며 완강히 버티다 결국 굴복했다. 앤은 왕의 이혼 결정을 끝내 받아들이지 않았던 첫번째 왕비 캐서린이 비참한 말년을 보냈으며, 두번째 왕비였던 앤 불린은 모함을 뒤집어쓰고 참수당했다는 사실을 전해들었기 때문이다. 1540년 7월 9일 헨리 8세와 클레페의 앤의 결혼은 무효가 선언되었다.

#### 이혼 후에 벌어진 일들
클레페의 앤과의 결혼을 주도했던 수석 비서관 토머스 크롬웰(에식스 백작)은 왕의 이혼으로 커다란 정치적 타격을 받았다. 때를 놓치지 않고 크롬웰의 정적이자 앤 불린(참수 당한 헨리 8세의 두번째 왕비)의 외숙 노포크 백작은 왕에게 크롬웰을 체포하도록 부추겼다. 크롬웰은 반역죄로 런던탑에 연금되었다가 왕의 이혼 절차가 끝난 후 참수되었다. 헨리 8세는 크롬웰이 고통스러운 죽음을 맞도록, 처형을 일부러 미숙한 사형집행인의 손에 맡겼다. 솜씨가 서툰 집행인은 크롬웰의 목숨이 끊어지기까지 그를 세 번이나 내리쳐야 했다.
클레페의 앤은 왕에게 협력한 대가로 영토와 연금을 하사받고 왕비가 아니라 '왕의 누이'라는 칭호를 쓸 수 있게 된다. 앤은 쫓겨난 신부라는 불명예스러운 신분으로 고향(독일)으로 돌아가기보다는, 왕의 존중을 받으며 평온하게 살 수 있는 잉글랜드에 머무르는 편을 택했다.